# 红林彝族苗族乡
红林彝族苗族乡是中华人民共和国贵州省毕节市黔西市下辖的一个民族乡。

## 行政区划
红林彝族苗族乡下辖以下村级行政区划单位：
金林社区、渔塘村、红瓦房村、新坪村、石笋村、桃井村、安庆村、漆树村、川洞村、六斗村、雷响孔村、箐河村和岩脚村。